# Tjörn (Gemeinde)
Koordinaten: 57° 59′ N, 11° 33′ O

Tjörn ist eine Gemeinde (schwedisch kommun) in der schwedischen Provinz Västra Götalands län und der historischen Provinz Bohuslän. Der Hauptort der Gemeinde ist Skärhamn.

## Geographie
Die Gemeinde Tjörn umfasst die gesamte gleichnamige Insel sowie eine Reihe kleinerer Inseln.

## Wirtschaft
Bis heute ist die Wirtschaft von Tjörn vom Fischen und vom Bootsbau dominiert. Die größten Arbeitgeber sind die Werften B&N, Djupviks varv und Rönnviks varv. Vallhamn ist Schwedens größter Importhafen für Autos.
Der Tourismus nimmt heute zu und entwickelt sich zu einem der wichtigsten Wirtschaftszweige; während der Sommermonate steigt die Einwohnerzahl aufgrund der Zahl der Touristen auf das Doppelte. Viele Einwohner pendeln auch nach Göteborg, um dort zu arbeiten.

## Politik
Der Gemeinderat (schwedisch kommunfullmäktige) setzt sich in der Mandatperiode 2014–2018 so zusammen:
| Partei             | Prozent der Stimmen | Mandate |
| ------------------ | ------------------- | ------- |
| Socialdemokraterna | 29,9                | 12      |
| Liberalerna        | 14,5                | 06      |
| Moderaterna        | 21,3                | 09      |
| Kristdemokraterna  | 07,0                | 03      |
| Centerpartiet      | 05,2                | 02      |
| Miljöpartiet       | 05,9                | 02      |
| Vänsterpartiet     | 02,5                | 01      |

### Wappen
Blasonierung: „Schräglinks geteilt von Blau und Silber, darin ein schräglinks gestellter gestürzter Hummer in verwechselten Farben“.

## Sehenswürdigkeiten
Der Dolmen von Styrdalen ist das älteste Denkmal der Insel. Felsbilder, Richterringe und Runensteine (Rävsala-Stein) sind auch vorhanden. Die Wikinger hinterließen ein rundes Grab. Im Hauptort Skärhamn befindet sich das Nordiska akvarellmuseet, ein Kunstmuseum. Weitere Sehenswürdigkeiten sind die Kirchen, beispielsweise die Kirche von Valla.

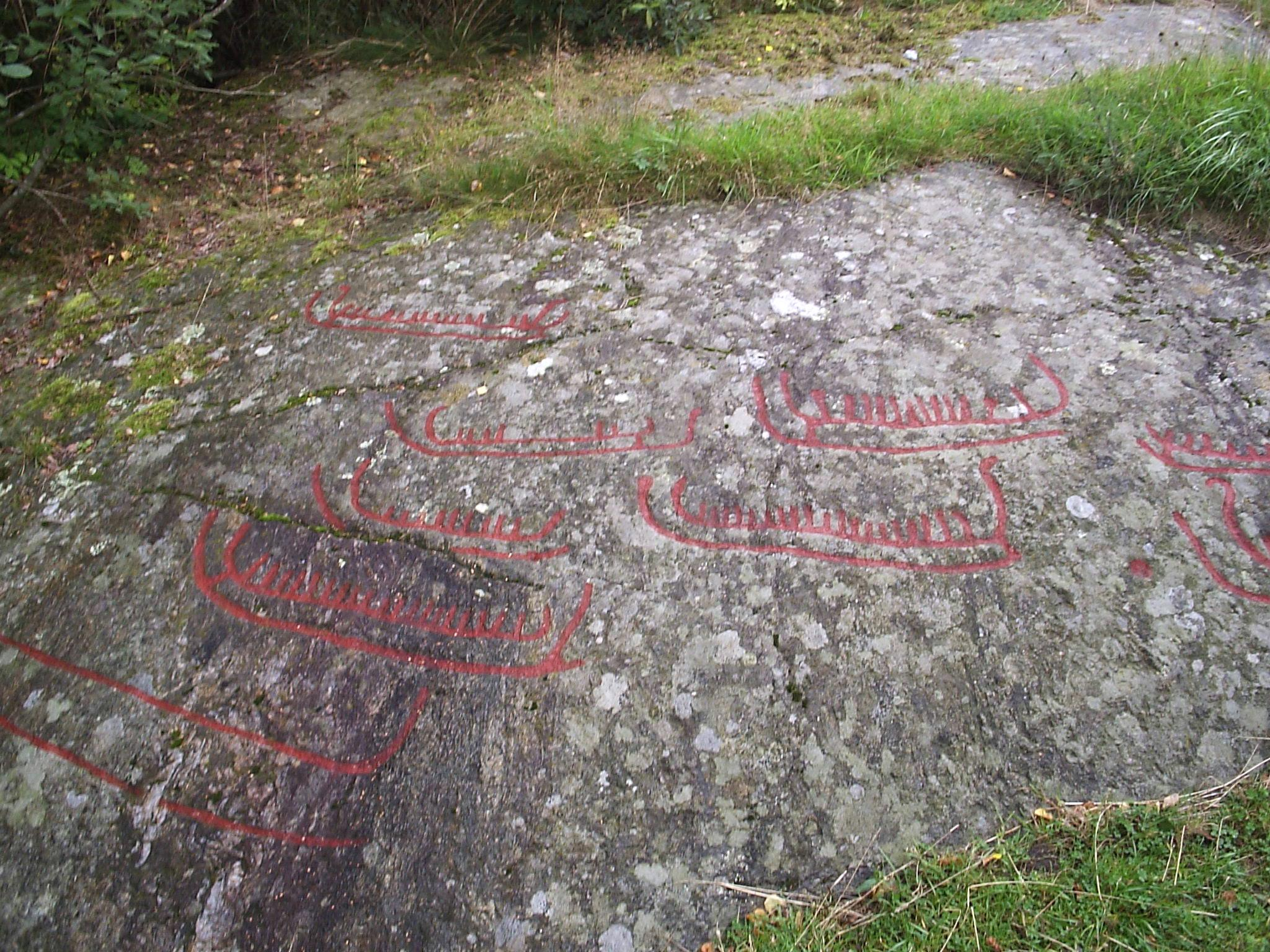
Felsritzung von Basteröd
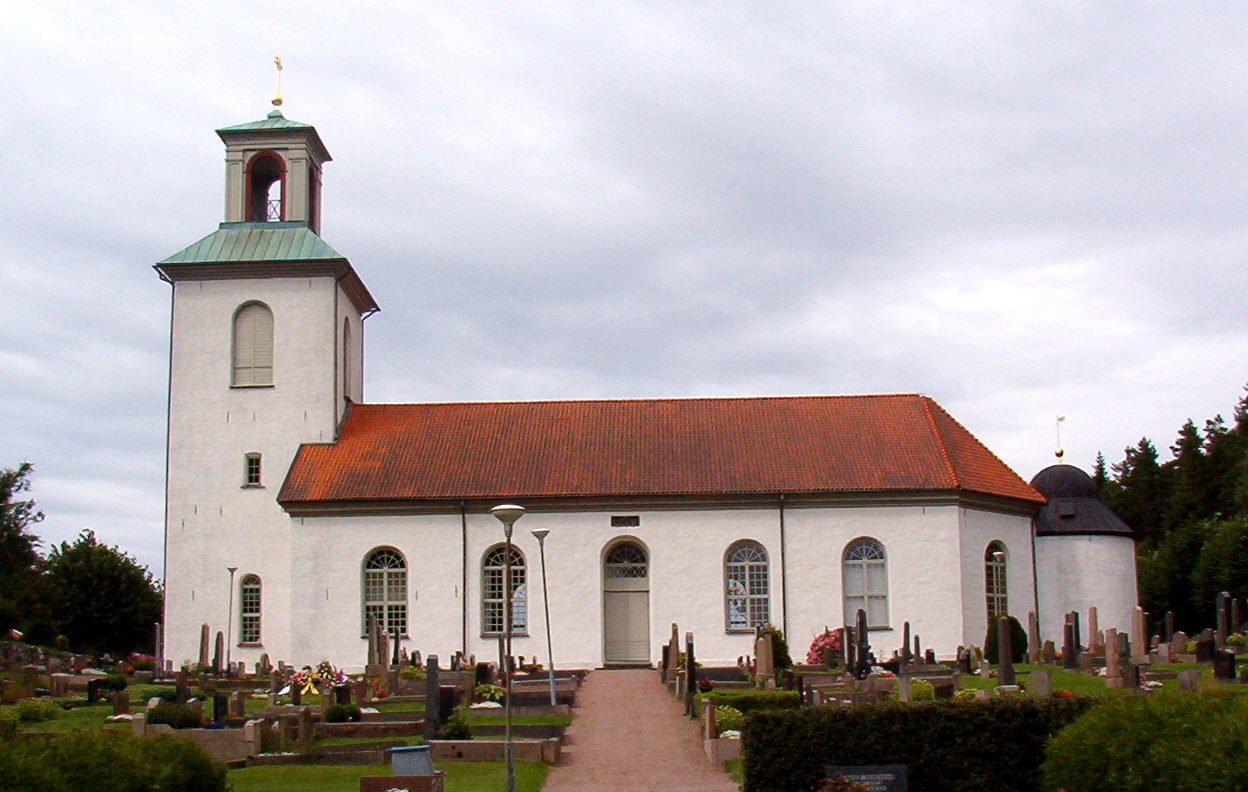
Kirche von Valla

## Größere Orte
| - Bleket - Dyrön - Klädesholmen - Kyrkesund - Kållekärr | - Myggenäs - Rönnäng - Skärhamn - Åstol |